# Мала царска шљука
Мала царска шљука (лат. Numenius phaeopus), такође позната као белолеђа царска шљука у Северној Америци, је врста птица шљукарица из велике породице Scolopacidae. То је једна од најраспрострањенијих врста шљука, која се гнезди широм већег дела субарктичке Азије и Европе, све до Шкотске на југу. Ова врста и Numenius phaeopus hudsonicus су недавно раздвојене на основу генетских и морфолошких разлика, као и због одсуства преклапања у подручјима размножавања, иако их неки таксономски ауторитети и даље сматрају конспецифичним.

## Таксономија
Малу царску шљуку је формално описао шведски природњак Карл фон Лине 1758. године у десетом издању своје „Systema Naturae“ под биномним називом Scolopax phaeopus. Сада се сврстава са шљукама у род Numenius, који је увео француски орнитолог Матирен Жак Брисон 1760. године. Име рода Numenius потиче од старогрчке речи noumenios, птице коју је поменуо Исихије. Повезује се са шљукама јер изгледа да потиче од речи neos, „млад“ и mene, „месец“, што се односи на кљун у облику полумесеца. Специфични епитет phaeopus је средњовековни латински назив за птицу, од старогрчких речи phaios, „тамно“ и pous, „стопало“. Енглески назив „whimbrel“ је имитација птичјег оглашавања.
Препознато је пет подврста:
- Numenius phaeopus phaeopus (мала царска шљука[8]) ( Linnaeus, 1758) – номинална подврста, гнезди се од Норвешке до северно-централног Сибира; зимује у Африци и јужној и југоисточној Азији
- Numenius phaeopus hudsonicus (Latham, 1790) – гнезди се од Аљаске до Канаде; зимује у Јужној Америци
- Numenius phaeopus alboaxillaris (Lowe, 1921) – гнезди се од западног Казахстана до југозападног Сибира (ретка, угрожена); зимује у јужној и источној Азији
- Numenius phaeopus rogachevae (Tomkovich, 2008) – гнезди се у северно-централном Сибиру; зимује у источној Африци и западној Индији
- Numenius phaeopus variegatus (Scopoli, 1786) – гнезди се у североисточном Сибиру; зимује у Индији до Аустралије

Постоје научни радови који дефинишу Numenius phaeopus hudsonicus као посебна врста Numenius hudsonicus. Две врсте су подељене на основу генетских разлика и разлика у перју.

## Разлике међу подврстама
Мала царска шљука се традиционално сматрала субкосмополитском птицом, гнездила се у Русији и Канади, а затим мигрирала на обале широм света да би проводила зиму. Међутим, северноамеричка популација мала царска шљука сматрана је довољно различитом да би се сматрала посебном врстом од обичног европске мале царске шљуке. Године 2020, популација Новог света је призната као засебна врста, а малој царској шљуци у Северној Америци је додељено биномно име Numenius hudsonicus.
Иако на први поглед веома сличне, постоји неколико карактеристика које разликују врсте малих царских шљука у Старом и Новом свету. По изгледу, врсте из Новог света имају „блеђи“ изглед, са разликама у обрви и круни. Далеко најзначајнија разлика може се видети у доњој половини птице. Мале царске шљуке у Европи и Азији имају претежно бели надрепак која се може видети у лету, док мале царске шљуке у Новом свету имају надрепак сличне боје као и остатак птице - сивосмеђу са тамним пругама. Као резултат тога, мале царске шљуке приликом лутања у Северну Америку могу бити познати као „белолеђе мале царске шљуке“, докмале царске шљуке луталице из Северне Америке у Европу могу бити познати као Numenius phaeopus hudsonicus .
Када је контекст њихове локације познат, обе врсте могу бити једноставно познате као мале царске шљуке.

## Опис
Мала царска шљука је прилично велика спрудник, али је средње величине као члан рода шљука. То је 37-47 цм дугачка птица, 75-90 цм у распону крила и 310-493 гр по тежини. Углавном је сиво-смеђе боје, са белим леђима и надрепком (само подврсте Numenius phaeopus phaeopus и Numenius phaeopus alboaxillaris), и дугим закривљеним кљуном са прегибом, а не глатком кривином. Уобичајени оглашавање је таласасти звиждук, продужени у трилер током песме. Једине сличне уобичајене врсте на већем делу подручја ове птице су велике царске шљуке. Мала царска шљука је мања, има краћи, закривљени кљун и централну пругу на круни и изражене обрве.

## Рапрострањеност и миграција
Мала царска шљука је птица селица која зимује на обалама Африке и Јужне Азије па све до Аустралазије. Такође је приобална птица током миграције. Прилично је друштвена птица ван сезоне парења. Налази се у Ирској и Уједињеном Краљевству, а гнезди се у Шкотској, посебно око Шетландских острва, Оркнијских острва, Спољних Хебрида, као и на копну код Садерленда и Кејтнеса .

## Понашање и екологија

### Гнежђење
Гнездо је гола рупица на тундри или арктичком вресишту, често у ниској вегетацији или маховини, али ретко у дубокој трави или мочвари. Полажу се три до пет јаја. Женка остаје непомична док се потенцијална претња не приближи превише, затим одлети на кратку удаљеност и шета около правећи звукове, покушавајући да намами потенцијалну претњу. Птићи су пахуљасти, жути и црни, са кратким кљуном (за разлику од одраслих) и јаким љускавим сивим ногама. У року од неколико недеља након излегања постају прилично покретни на земљи, а убрзо након тога гнездо бива напуштено.

### Исхрана и храњење
Ова врста се храни испитивањем меког блата у потрази за малим бескичмењацима и бирањем малих ракова и сличног плена са површине. Пре миграције, бобице постају важан део њихове исхране. Такође је примећено да узима инсекте, посебно плаве тиграсте лептире

## Заштита
Мала царска шљука је наведена у Споразуму о очувању афричко-евроазијских птица селица водених станишта . Крајем 19. века, лов на миграционим мале царске шљуке је тешко утицао на њихову популацију, која се од тада опоравила. Налази се на црвеној листи IUCN-а као "Најмање угрожени таксон" и на њу су негативно утицале климатске промене, уништавање станишта и епидемије птичјег грипа на који је подложна.
Сматра се да су Numenius phaeopus phaeopus и Numenius phaeopus hudsonicus исте врсте.
На Исланду, где живи једна трећина светске популације која се размножава, популације се у већини подручја драстично смањују. Развој се сматра највероватнијим узроком.